# Дмитриевское сельское поселение (Рязанская область)
Дмитриевское се́льское поселе́ние — муниципальное образование в Касимовском районе Рязанской области Российской Федерации.
Административный центр — село Дмитриево.

## История
Статус и границы сельского поселения установлены Законом Рязанской области от 7 октября 2004 года № 82-ОЗ «О наделении муниципального образования - Касимовский район статусом муниципального района, об установлении его границ и границ муниципальных образований, входящих в его состав».

## Население
| 2010 | 2012 | 2013 | 2014 | 2015 | 2016 | 2017 |
| ---- | ---- | ---- | ---- | ---- | ---- | ---- |
| 596  | ↗813 | ↘807 | ↗809 | ↘785 | ↘760 | ↘744 |
| 2018 | 2019 | 2020 | 2021 |      |      |      |
| ↗774 | ↗778 | ↘770 | ↗999 |      |      |      |

## Состав сельского поселения
| №  | Населённый пункт | Тип населённого пункта       | Население |
| -- | ---------------- | ---------------------------- | --------- |
| 1  | Арполово         | деревня                      | 1         |
| 2  | Балобаново       | деревня                      | 6         |
| 3  | Бигзино          | деревня                      | 9         |
| 4  | Большой Мутор    | деревня                      | ↘59       |
| 5  | Варваровка       | деревня                      | 13        |
| 6  | Выкуши           | деревня                      | ↘36       |
| 7  | Выропаево        | деревня                      | 7         |
| 8  | Данево           | село                         | ↘91       |
| 9  | Дмитриево        | село, административный центр | ↘576      |
| 10 | Коверское        | деревня                      | ↘0        |
| 11 | Малый Мутор      | деревня                      | 7         |
| 12 | Марьино Данево   | деревня                      | 8         |
| 13 | Селиваново       | деревня                      | 0         |
| 14 | Семенчуково      | деревня                      | ↘21       |